# Félix-Honoré de Pestre de la Ferté

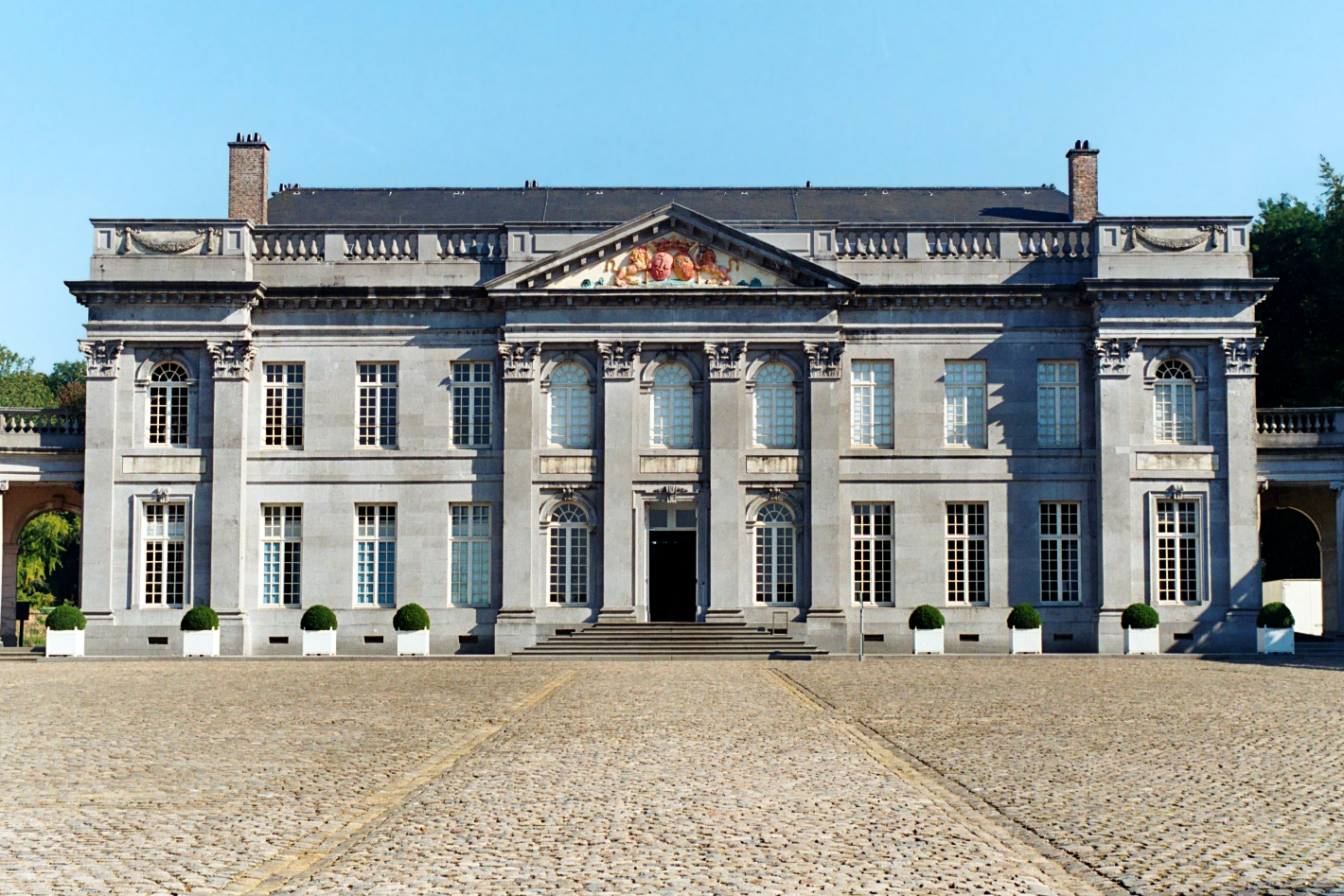
Het kasteel van Seneffe

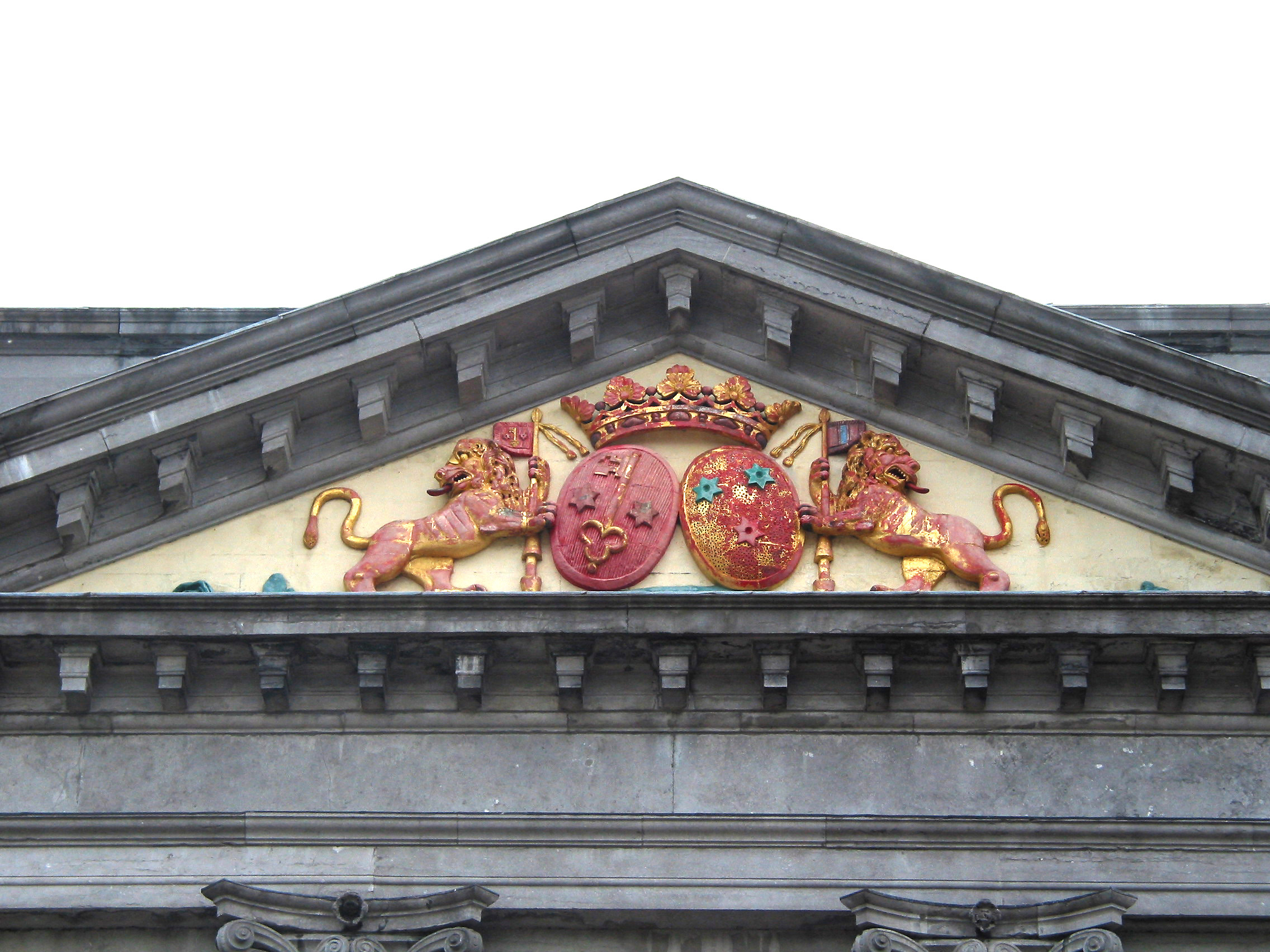
Het fronton van het kasteel van Seneffe, met de wapenschilden de Pestre en Cogels

Félix Honoré Joseph Julien de Pestre (Brussel, 3 april 1788 - 16 oktober 1848) was een Zuid-Nederlands edelman.

## Geschiedenis
In 1744 verleende keizerin Maria Theresia erfelijke adel aan Jean-Baptiste de Pestre.
In 1768 werd de zoon van voorgaande, Julien de Pestre, verheven tot graaf van Seneffe en van Turnhout, titel overdraagbaar bij eerstgeboorte.

## Levensloop
Honoré was een zoon van Jean-Baptiste de Pestre († 1802), laatste graaf van Seneffe en baron van La Ferté, en van Marie-Thérèse Petit Goberwée. 
In 1817, onder het Verenigd Koninkrijk der Nederlanden, verkreeg hij erkenning in de erfelijke adel met de titel graaf, overdraagbaar bij eerstgeboorte, en met benoeming in de Ridderschap van de provincie Henegouwen.
In de Franse tijd was hij kapitein in de Nationale Wacht en maire van Seneffe. Onder het Verenigd Koninkrijk der Nederlanden was hij burgemeester van Seneffe en lid van de Provinciale Staten van Henegouwen.
Hij bleef vrijgezel, zodat met zijn dood de familie uitstierf.

## Kasteel van Seneffe
Het neoclassicistisch kasteel van Seneffe, ontworpen door architect Laurent-Benoît Dewez, werd gebouwd in 1763-68 voor Julien de Pestre († 1774). Na zijn dood richtte zijn weduwe, Isabelle Cogels, het kasteel en de tuinen verder in. 
Het kasteel werd overgenomen door hun oudste zoon Joseph de Pestre († 1823). Hij deed slechte zaken en moest vluchten. Het kasteel werd als gevolg van de Franse Revolutie nationaal goed en werd in 1798 openbaar verkocht.
Het was Jean-Baptiste de Pestre († 1802), broer van Joseph, die het kocht. Na zijn dood gaf zijn weduwe het kasteel in gebruik aan Joseph en na die zijn dood werd het overgenomen door Honoré de Pestre, graaf de la Ferté. Hij verkwistte zijn geld en in 1837 moest hij het domein verkopen.